# Parthia christophorella
Parthia christophorella är en fjärilsart som beskrevs av Émile Louis Ragonot 1887. Parthia christophorella ingår i släktet Parthia och familjen mott. Inga underarter finns listade i Catalogue of Life.